# Tell Ada
Tell Ada (tiếng Ả Rập: تل عدا) là một ngôi làng Syria nằm trong phó huyện Salamiyah thuộc huyện Salamiyah. Theo Cục Thống kê Trung ương Syria (CBS), Tell Ada có dân số 1.597 người trong cuộc điều tra dân số năm 2004. Cư dân của nó chủ yếu là người Circassian.